# Caio (prenome)
Caio ou Gaio (em latim: Gaius) foi um prenome da Roma Antiga, um dos nomes mais comuns ao longo da história romana. A forma feminina é Caia ou Gaia (em latim: Gaia). O prenome foi usado por patrícios e plebeus, e deu origem ao patronímico da gente Gávia. O nome foi regularmente abreviado C., com base na ortografia original de Caius, que data do período que antecede a diferenciação das letras "C" e "G" .

## Grafias
Os seguintes nomes são relacionados com o nome de Gaius:
- Francês: Caïus
- Grego: Γάιος (Gáios)
- Italiano: Gaio
- Latim: Gaius
- Português: Caio
- Romeno: Caius
- Espanhol: Cayo